# Jordan Davis
Jordan Deangelo Davis (Las Vegas, Nevada, 6 de julio de 1997) es un jugador de baloncesto estadounidense-azerbaiyano. Con 1.88 de estatura, es un jugador exterior que puede actuar tanto de escolta como de base. Actualmente juega en el Promitheas Patras B.C. de la A1 Ethniki.

## Trayectoria deportiva

### Universidad
Jugó durante cuatro temporadas con los Northern Colorado Bears de 2015 a 2019, en la última temporada en la NCAA promedió 23'5 puntos, 4'5 rebotes y 3'8 asistencias por partido.

### Profesional
No es elegido en el Draft de la NBA de 2019 y en julio de 2019 se compromete con el Bàsquet Manresa de la Liga Endesa por 2 temporadas tras disputar la Summer League con Denver Nuggets. El rookie llega a una liga europea por primera vez y al contar con pasaporte de Azerbaiyán, no ocuparía cupo de extracomunitario.
En verano de 2019, se compromete con el Bàsquet Manresa de la Liga Endesa, en el que estaría hasta noviembre de 2019.
En diciembre de 2019, firma con el SC Rasta Vechta, en el que promedia 11.2 puntos y 2.4 asistencias en la Bundesliga.
En mayo de 2020, firma con el Hapoel Tel Aviv B.C. de la Ligat Winner.
El 14 de febrero de 2023, firma por el Hamburg Towers de la Basketball Bundesliga.
El 31 de julio de 2024, firma por el Club Baloncesto Breogán de la Liga Endesa.
El 30 de noviembre de 2024, firma por el Hestia Menorca de la Primera FEB.
El 27 de diciembre de 2024, firma por el Promitheas Patras B.C. de la A1 Ethniki.

## Internacional
Davis recibó una propuesta de la Federación de Baloncesto de Azerbaiyán para adquirir la nacionalidad azerbaiyana y jugar con su selección en la División B del Eurobasket Sub-20 de 2017, algo inusual en el ambiente internacional del baloncesto debido a que las adiciones de extranjeros a selecciones nacionales se realizan normalmente a nivel absoluto y no a nivel juvenil (los jugadores juveniles que se nacionalizan para otro país suelen tener vínculos familiares o de residencia con su país de acogida, lo que no fue el caso de Davis).
Con la selección 5x5 de Azerbaiyán disputó el Campeonato Europeo de los Países Pequeños 2022 y con la selección 3x3 de Azerbaiyán disputó el Campeonato Europeo 3x3 de Baloncesto Masculino 2024.